# Asher (Oklahoma)
Asher – miejscowość w Stanach Zjednoczonych, w stanie Oklahoma, w hrabstwie Pottawatomie.